# Oljokma
Az Oljokma (oroszul: Олёкма) folyó Kelet-Szibériában, Oroszország Bajkálontúli határterületén és Amuri területén, valamint Jakutföldön; a Léna jobb oldali mellékfolyója.

## Földrajz
Hossza: 1436 km, vízgyűjtő területe: 210 000 km², évi közepes vízhozama: 1950 m³/s.
Az Oljokminszkij Sztanovik-hegységben, a Bajkálontúli határterületen ered. Kezdetben északkelet felé folyik, majd a Kalar-hegységet megkerülve északra tart. Mély völgyben folyik tovább, áttöri magát a Sztanovoj-hegylánc nyugati előhegyein, ezen a szakaszon gyors folyása van, medrében sok a zúgó. Lejjebb, már Jakutföldön völgye kiszélesedik, folyása lelassul, az Oljokma–Csara-felföld  keleti peremén folyik végig észak felé és Oljokminszk város alatt éri el a Lénát.
Esővizek és olvadékvizek vegyesen táplálják, de az alsó szakaszon az olvadékvizek szerepe megnövekszik. Nyáron a folyó gyakran erősen megárad, októbertől májusig befagy.

### Mellékfolyók
- Jobbról a felső szakasz jelentős mellékfolyója a Tungir, a középső szakaszon a Nyukzsa.
- Balról, a torkolathoz közel ömlik az Oljokmába legnagyobb mellékfolyója, a Csara.

## Települések, természetvédelem
A folyó partján jelentősebb városok nincsenek. A torkolat közelében a vidék legnagyobb települése a Léna túlsó, bal oldali partján fekvő Oljokminszk (lakóinak száma 2005-ben 9500 fő volt). Közelében, az Oljokma alsó folyásán igen jelentős kősókészletek találhatók.
1984-ben az Oljokma jobb partján 847 000 hektáros természetvédelmi területet alakítottak ki. Az erdővel, főként dauriai vörösfenyővel benőtt, 140 x 60 km-es hegyes vidék az örökfagy övezetébe tartozik. Az Oljokma középső szakaszának ezen a részén sziklás, de egyre alacsonyabb partok között kanyarog, köves medrének szélessége 300–500 m között váltakozik.
Az Amga felső szakaszának egy része is a védett területhez tartozik, annak legnehezebben megközelíthető része.